# Astacopsis gouldi
Astacopsis gouldi, von den Einheimischen auch Tayatea genannt, ist eine in Tasmanien beheimatete Krebsart. Aufgrund seiner Größe von bis zu 80 Zentimetern und einem Gewicht von bis zu 5 Kilogramm gilt er als der größte Süßwasserkrebs der Erde.

## Merkmale
Die Tiere sind dunkelbraun bis grünlich-schwarz gefärbt; manchmal wurden auch ganz blaue Exemplare beobachtet, und sie haben verhältnismäßig große Scheren. Ihr Körper ist dorso-ventral abgeflacht. Ihre hinteren Beine, die zum Schwimmen gebraucht werden, sind länger als die vorderen. Weibchen tragen an ihnen auch oft die Eier.  Die Spezies wächst langsam und hat eine relativ niedrige Fruchtbarkeitsrate.
Es wird angenommen, dass diese Krebse über 30 Jahre alt werden können, wobei die Weibchen erst nach 14 Jahren geschlechtsreif werden und die Männchen erst ab 7–9 Jahren. Die Weibchen brüten nur alle 2 Jahre. Die Paarung und das Ablaichen finden im Herbst statt, dabei schwankt die Anzahl der Eier, je nach Größe des Muttertieres, zwischen 225 und 1300. Die Jungtiere werden bis in den Spätsommer hinein von der Mutter ausgetragen.

## Ernährung
Flüsse und Bäche mit tiefen Wasserlöchern und ausgewaschenen Ufern bilden das perfekte Habitat für diese Art, die sich omnivor hauptsächlich von Detritus und faulendem Holz sowie Bakterien ernährt, aber auch Fliegen und kleinere Fische stehen auf ihrem Speiseplan.

## Vorkommen
Astacopsis gouldi kommt endemisch im nördlichen und nordwestlichen Tasmanien in Flüssen und Bächen vor, speziell in denen, die in den Bass Straight fließen.
Optimalen Lebensraum bieten ihm saubere und möglichst kalte und sauerstoffreiche Flüsse und Bäche, deren Wasser klar bis teebraun ist. Der Bodengrund ist meist wenig sedimenthaltig. Ältere Tiere leben gerne in tieferen Abschnitten, wo sie sich unter Wasserpflanzen aufhalten. Jugendliche Tiere findet man auch häufig in flachen, schnell fließenden Strömen. Dort leben sie gerne unter Geröll oder in der Nähe von umgestürzten und ins Wasser gefallenen Baumstämmen. Die Wassertemperatur der natürlichen Habitate liegt zwischen 8 und 21 °C, wobei die Tiere Temperaturen um die 18 °C am besten verkraften. Das Gewässer sollte im Optimalfall streckenweise durch dichten Wald führen und das Ufer bewachsen sein, da der Krebs schattige Plätze bevorzugt.

## Schutzprogramme
Unter anderem wegen Überfischung, ihres langsamen Wachstums, der niedrigen Vermehrungsrate und nicht zuletzt wegen der zunehmenden Umgestaltung der üblichen Pflanzenwelt sind diese Tiere stark gefährdet und von der australischen sowie tasmanischen Regierung unter Schutz gestellt worden.
Das IUCN stuft Astacopsis gouldi als stark gefährdet ein. 